# 劉鵬 (弘治進士)
劉鵬（1478年—？），字大翼，山西太原府石州（今离石县）人，神策衛軍籍，明朝政治人物。

## 生平
順天府鄉試第四十名舉人。弘治十八年（1505年）中式乙丑科會試第一百三十七名，二甲第五十四名進士。官至员外郎。

## 家族
曾祖劉福源；祖父劉聚；父劉□，母王氏。具庆下。